# Kike Sola
Enrique Sola Clemente (Cascante, Navarra, 25 de febrero de 1986), más conocido como Kike Sola, es un exfutbolista español que jugaba como delantero centro.

## Biografía
Se inició como futbolista en el club de su localidad, el CD Aluvión de Cascante. En 1998, con apenas doce años, se incorporó a las categorías inferiores del Athletic Club para jugar en su equipo infantil. Tras cinco temporadas en Lezama, en 2003, regresó al CD Aluvión para jugar en Tercera División. Un año más tarde, en 2004, firmó por el CA Osasuna para jugar en su equipo juvenil. De cara a la temporada 2005-2006, dio el salto al Osasuna B que se encontraba en Segunda B.
Debutó en el primer equipo rojillo de la mano de Cuco Ziganda, el 9 de junio de 2007, haciendo dos goles ante el Betis (0-5), en la penúltima jornada de Liga. Tras dos años en el primer equipo, donde no se asentó como titular, en verano de 2009, fue cedido al Numancia de Segunda División. Posteriormente, se marchó, a mitad de la temporada, al Levadiakos griego. En 2010 volvió al club navarro, donde jugó tres temporadas más. En la temporada 2010/11 anotó siete goles en dieciocho partidos, todos ellos en las últimas doce jornadas, cuando Mendilibar le dio la titularidad. En la temporada 2011/12 apenas pudo jugar siete partidos por problemas en la rodilla derecha. La temporada 2012/13, su mejor temporada a nivel goleador, marcó nueve goles en 31 partidos.
El 3 de julio de 2013 se hizo oficial su fichaje por el Athletic Club, por cinco temporadas, a cambio de cuatro millones de euros. El 17 de agosto debutó con el Athletic Club como titular en Liga, por la baja de Aduriz, ante el Real Valladolid en una victoria por 1-2. El 26 de enero de 2014 marcó su primer gol con el club rojiblanco, en El Sadar, en una victoria por 1-5 ante Osasuna. Su primera temporada finalizó con nueve encuentros disputados y un único gol. En su segunda temporada su participación disminuyó aún más, jugó 173 minutos repartidos en seis encuentros. En agosto de 2015 consiguió el título de campeón de la Supercopa de España 2015 al superar al Barcelona a doble partido, participando en el partido de vuelta donde fue expulsado a los dos minutos de entrar al campo. Ernesto Valverde le hizo jugar más respecto a las dos temporadas anteriores, llegando a jugar once encuentros y marcar cuatro goles (2 en Liga Europa y 2 en Copa) hasta finales de diciembre.
El 15 de enero de 2016 se informó de su cesión al Middlesbrough de Championship. Debutó el 6 de febrero, como titular, en Riverside ante el Blackburn (1-1). Tres días después jugó cinco minutos ante el MK Dones (1-1). A final de temporada consiguió el ascenso a la Premier League, aunque sin volver a jugar ningún partido. En agosto de 2016 fue cedido al Getafe C. F. de Segunda División. Con el equipo madrileño apenas jugó 173 minutos repartidos en siete partidos. Por eso el Athletic decidió cederle de nuevo, en enero de 2017, al Numancia. A pesar de las lesiones de los delanteros Jairo Morillas y Manu del Moral, únicamente jugó 327 minutos en diez jornadas.
En verano de 2017 regresó al Athletic Club. Con el nuevo entrenador, Kuko Ziganda, su situación empeoró respecto a años anteriores y solamente participó en un partido de Copa ante la SD Formentera, quedando fuera de todas las convocatorias. El 22 de mayo el club comunicó que el contrato del jugador no sería renovado, por lo que tuvo que abandonar el equipo bilbaíno.
El 1 de junio de 2018 hizo oficial su retirada como futbolista a través de un comunicado en su cuenta de Twitter; en la misma aseguraba que se encontraba bien físicamente pero que la decisión vino dada por la falta de motivación. El delantero navarro apenas había disputado 46 partidos (poco más de 1500 minutos) en las últimas cinco temporadas.

## Selección
Ha sido internacional sub-21 con la selección española en una ocasión. El 25 de marzo de 2008, ante Kazajistán, sustituyó al descanso a Bojan Krkic.
Ha jugado con la selección de Euskadi dos veces; en mayo de 2011, contra Estonia, y en diciembre de 2012, contra Bolivia.

## Clubes
| Club                    | País       | Temporadas  | Partidos | Goles |
| ----------------------- | ---------- | ----------- | -------- | ----- |
| CA Osasuna Promesas     | España     | 2005 - 2007 | 61       | 17    |
| CA Osasuna              | España     | 2007 - 2009 | 41       | 5     |
| C. D. Numancia (cedido) | España     | 2009        | 8        | 1     |
| Levadiakos FC (cedido)  | Grecia     | 2010        | 10       | 1     |
| CA Osasuna              | España     | 2010 - 2013 | 56       | 16    |
| Athletic Club           | España     | 2013 - 2018 | 27       | 5     |
| Middlesbrough (cedido)  | Inglaterra | 2016        | 2        | 0     |
| Getafe CF (cedido)      | España     | 2016        | 7        | 0     |
| C. D. Numancia (cedido) | España     | 2017        | 10       | 0     |

## Palmarés

### Torneos nacionales
| Título              | Podio      | País   | Club          | Año  |
| ------------------- | ---------- | ------ | ------------- | ---- |
| Copa del Rey        | Subcampeón | España | Athletic Club | 2015 |
| Supercopa de España | Campeón    | España | Athletic Club | 2015 |